# Mathias Gnida
Mathias Gnida (* 1970 in Hamburg) ist ein deutscher Sachbuchautor und Flugangst-Experte.

## Leben und Werk
Gnida begann seine Karriere als Fluggerätmechaniker, ist ausgebildeter Pilot und arbeitete als Referent im Produktmanagement eines großen deutschen Luftfahrtkonzerns. Seit 2010 ist er geschäftsführender Gesellschafter und Inhaber der SkyCair GbR, einem Unternehmen, das sich auf die Bewältigung und den Umgang mit Betroffenen, die an Flugangst leiden, spezialisiert hat.
Er verfasste mehrere Flugangst-Bücher mit dem Fokus auf Flugangstbewältigung sowie ein Sachbuch im Thema Produktmanagement.
Das unter anderem angebotene Flugangstseminar seines Unternehmens wurde im Mai 2012 von der Stiftung Warentest getestet und mit dem Qualitätsurteil „gut“ bewertet.

## Bücher (Auswahl)
- 30 Minuten Flugangst überwinden. GABAL, Offenbach 2009, 3. überarbeitete Auflage 2012, ISBN 978-3-86936-380-6.
- 30 Minuten Produktmanagement. GABAL, Offenbach 2011,  3. überarbeitete Auflage 2012, ISBN 978-3-86936-377-6.
- Ohne Angst fliegen. Motorbuch, Stuttgart 2011, ISBN 978-3-613-03271-2.
- Was passiert beim Fliegen? 100 Fragen – 100 Antworten für Passagiere. Motorbuch, Stuttgart 2019, ISBN 978-3-613-04188-2.

## Presse
- WDR 2 Jörg Thadeusz; Mai 2019 Live-Interview
- Spiegel Online, April 2019 Presse: Nach Boeing-Unglücken: Was ein Coach gegen Flugangst empfiehlt
- Welt Online, April 2019 Presse: Flugangst bei Managern – Angst vor dem Kontrollverlust
- Welt Online, Juli 2019 Presse: „Da läuft Treibstoff von der Tragfläche!“
- Bild-Online, Juli 2019 Presse: Experte sagt, wie sie Flugangst überwinden